# Alejandro Llobet Ferrer
Alejandro Llobet Ferrer (Ibiza, 24 de mayo de 1899 - Ibidem., 21 de abril de 1958) fue un político español, fundador en 1933 de la Junta Local del Turismo de Ibiza (en la actualidad Fomento de Turismo), alcalde de la ciudad de Ibiza y director del Diario de Ibiza.

## Biografía
Hijo de Luis Llobet García-Conde y de María Ferrer Rodríguez, pasó parte de la su infancia en México de donde era su madre. Desde muy joven destacaban sus aptitudes literarias, en especial la poesía. Alquiló un molino en puig des Molins, para poder contemplar la ciudad de Ibiza y el mar y encontrar la inspiración, un lugar en el que volcar sus impresiones y sentimientos. Ahí escribió “Estampa antigua”, “A Ibiza”, “Canción del retorno”, “Nocturno”, poemas incluidos en el libro “Antología Literaria, Ibiza siglo XIX” escrito por su hijo Luis Llobet Tur. 
Fue colaborador de La Voz y dirigió el Diario de Ibiza. Ejerció como profesor de inglés en el Instituto de enseñanza media Santa María, que por entonces, estaba situado en la parte posterior del convento de los dominicos en Dalt Vila. 
Con otras personalidades de la época, fundó en 1933, la Junta Local del Turismo. Formó parte de la comisión encargada de redactar su reglamento, junto a Juan Villangómez, César Puget, Bartolomé de Roselló y Mr. Rossi. Esta junta se convirtió más tarde en lo que es hoy en día, Fomento del Turismo. 
Ocupó la alcaldía de Ibiza desde el 11 de marzo de 1941 hasta el 22 de diciembre de 1942.